# الثنية (بومرداس)
توجد بلدية الثنية (ثنية بني عائشة، تيزي نايث عيشة، Thénia، Ménerville) بدائرة الثنية في ولاية بومرداس.
تحدها في الشمال الغربي بلدية بومرداس وفي الشمال الشرقي بلدية زموري وفي الشرق بلدية سي مصطفى وغربا بلدية تيجلابين وجنوبا بلدية سوق الحد (سوق الأحد) وجبال بني عمران.
وهي بلدية تعدادها السكاني حوالي 26000 مواطن وتطل على البحر ولها مناظر جميلة.
تتكون دائرة الثنية من بلدية الثنية، سوق الأحد، بني عمران، عمال.
تحتوي مدينة الثنية على عدة مساجد، ثلاث منها وسط التجمعات السكنية والأخرى في الجبال، على ثانويتين، وعلى ثلاث متوسطات، وأكثر من خمس ابتدائيات، ومركز للتكوين المهني، وعلى مستشفى منذ الفترة الاستعمارية، وعلى محطة قطار كبيرة، وعلى محجرة في أعالي الجبال.
ويخترق المدينة: الطريق الوطني رقم 5 إذ تعد مفصلا هاما ومفترق طرق للمتوجهين نحو الشرق أو نحو العاصمة -ويمر هذا الطريق بقرب أحد المساجد المذكورة لمن تهمه صلاة الجماعة-، كما تحتوي على خمس محطات وقود داخل وخارج المدينة، وعلى ملعب، وقاعتين للرياضات إحداهما غير صالحة نظرا لانجراف التربة، ودار للشباب، كذا على مجموعة من البنايات القديمة دمرت غالبها نظرا لزلزال ماي 2003م.
كما أنها ذات تربة خصبة تتميز بانتاج الزيتون والتين والعنب والحمضيات، والبطيخ بأنواعه، وتربية النحل والماشية، ولديها سلسلة جبلية وأدغال كثيفة، وثروة غابية جيدة، لو تستغل في السياحة.
وأكبر ما يميزها التهميش، فقد كانت مدينة مركزية إبان الاستدمار الفرنسي، فحوت أكبر المستشفيات، كما وجد فيها المحكمة والبنك، إلا أن ذلك كله زال عنها، فصارت المحكمة في بلدية بودواو، والبنك في بلديات أخرى، كما أن المستشفى يتعرض لحملة تهميش خصوصا بعد انهيار كثير منه خلال الزلزال، فطب العظام مثلا انتقل إلى بلديتي بومرداس وبودواو، وانتقل طب الأطفال الذي قام بتدشينه اللاعب زين الدين زيدان بنفسه وماله بعد الزلزال، إلى بلدية برج منايل، وغيرها الكثير للأسف.

## جغرافيا الثنية
مدينة الثنية هي مقر دائرة الثنية المتكونة من أربع (4) بلديات: الثنية، سوق الأحد، بني عمران وعَمَّالْ.
تتضمن بلدية الثنية العديد من القرى المتوزعة على شَمال وجنوب الطريق السريع الذي يمر عبر ترابها والطريق الوطني رقم 5.
هذه القرى هي:
في شَمال الثنية: الصومعة (ثالة أوفلا، الينبوع العلوي)، أمغلدن (أمرابظن)، ثابراهيمث، قدارة، ماهران،
بالول (طبابـخة)، مرشيشة.
في جنوب الثنية: أولاد بن يونس، بوخنفر، أولاد علي، أولاد بوحمد، بني عراب، ذراع بن حدهم، جبل بوعروس.
ونجد أن الثنية لها هضبات كثيرة وجبال ذات ارتفاع متوسط قدره 114 مترا.
وتنقسم مدينة الثنية حاليا إلى عدة أحياء منها:

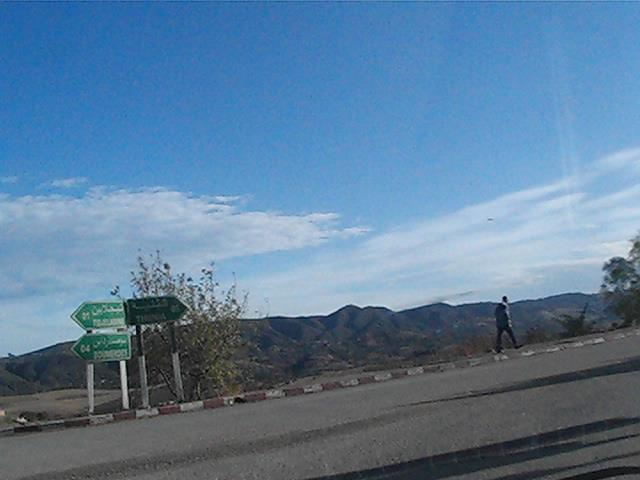
بلدية الثنية (ثنية بني عائشة)

1- حي اللوز (Louz).
2- حي تيزويغين (Tizouighine).
3- حي القبيلة (Tribou).
4- حي جوست (Just).
5- حي المسجد (Mosquée).
6- الحي الوردي (Rose).
7- حي إفريقيا (Afrique).
8- حي تامساوت (Tamsaout).
9- حي بورنان (Bourenane).
10- حي الثانويات (Hadjra).
11- حي حميشة (Gitto).
12- حي محطة القطار (Gare).
13- حي سيقفالد (Siegwald).
14- حي القصبة (Casbah).
15- حي المرملة (Sablière).
16- حي المحكمة (Justice).

## الانتماء الإداري للثنية
منذ الاستقلال الوطني الجزائري في يوم 05 جويلية 1962م، كانت مدينة الثنية تُشَكل بلدية تابعة لولاية الجزائر العاصمة إلى غاية التقسيم الإداري لسنة 1984م حيث صارت تابعة إلى ولاية بومرداس الجديدة.
وهذا التقسيم الإداري لسنة 1984م قد تم وفقا للقانون رقم 84-09 بتاريخ 04 فيفري 1984م المتعلق بالتقسيم الإقليمي الإداري للدولة الجزائرية.
وقد تم إرفاق بلدية الثنية بعد سنة 1984م بالرمز البريدي 35470.
وإلى غاية 1984م، كانت بلدية الثنية من البلديات الكبيرة التي تربو مساحتها عن مائتي (200) كيلومتر مربع.
وحينما كانت بلدية الثنية تابعة إلى ولاية الجزائر العاصمة، كانت تضم إليها المدن التالية:
1- مدينة: الثنية.
2- مدينة: سوق الأحد.
3- مدينة: سي مصطفى.
4- مدينة: زموري.
5- مدينة: الكرمة.
6- مدينة: بومرداس.
7- مدينة: قورصو.
8- مدينة: تيجلابين.
وهذه المدن الثمانية (8) مجتمعة كانت تعطي لبلدية الثنية مساحة تفوق مائتي (200) كيلومتر مربع.
وبعد التقسيم الإداري لسنة 1984م، صارت بلدية الثنية ذات مساحة قدرها 53 كيلومترا مربعا سكنها أقل من ثلاثين ألف (30.000) مواطن.
وقد صارت بذلك مدينة الثنية مقرا لدائرة إدارية تضم أربع (4) بلديات هي:
1- بلدية: الثنية.
2- بلدية: سوق الأحد.
3- بلدية: بني عمران.
4- بلدية: عَمَّال.
وبذلك، فإن دائرة الثنية ببلدياتها الأربعة (4) صارت مسكونة بـ60.258 مواطن.
وببلديتها الأربعة (4) سالفة الذكر، تربعَت دائرة الثنية منذ سنة 1984م على مساحة 167,87 كيلومترا مربعا بما يمثل نسبة 11,5% من مساحة ولاية بومرداس التي مقدارها 1.456,16 كيلومترا مربعا.

## الشؤون الدينية

### المساجد
تحتوي هذه البلدية على العديد من المساجد التي تشرف عليها مديرية الشؤون الدينية والأوقاف لولاية بومرداس تحت وصاية وزارة الشؤون الدينية والأوقاف.
- مسجد الفتح [الفرنسية]
- مسجد الفرقان
- مسجد النصر
- مسجد النور

### الزوايا
- «زاوية سيدي بوسحاقي الزواوي» (الثنية).

## المدارس الابتدائية في الثنية

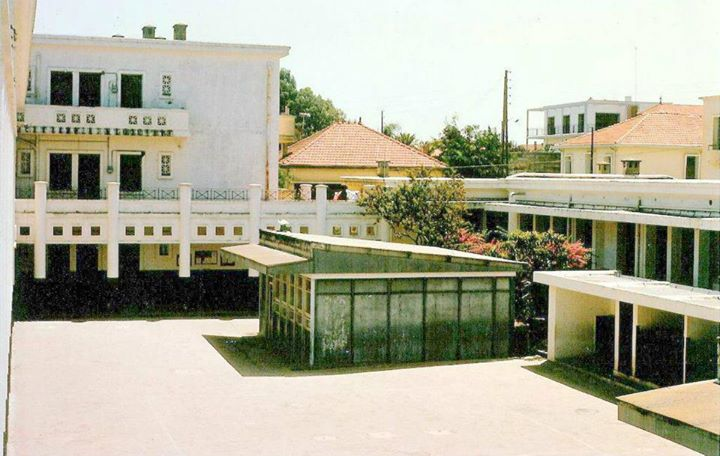
المدرسة الابتدائية محمد فرحي في الثنية

يوجد في مدينة الثنية ثمانية (8) مدارس ابتدائية:
1. مدرسة محمد بوسحاقي.
2. «مدرسة الذكور الابتدائية القديمة» التي صارت «المدرسة الابتدائية: محمد فرحي».
3. «مدرسة البنات الابتدائية القديمة» التي صارت «المدرسة الابتدائية: عبد الحميد ابن باديس».
4. «المدرسة المختلطة في الحي الوردي» التي صارت «المدرسة الابتدائية: علي فرحي».
5. «المدرسة الابتدائية: محمد بوسحاقي» في «حي: محطة القطار».
6. «المدرسة الابتدائية: رابح غاويباون» في «حي: القبيلة (التريبو)».
7. «المدرسة الابتدائية في حي تيزويغين».
8. «المدرسة الابتدائية في قرية بوخنفر».
9. "المدرسة الابتدائية: " عمر بركون" في حي افريقيا.

## المدارس المتوسطة في الثنية
يوجد في مدينة الثنية ثلاث (3) مدارس متوسطة:
1- «المدرسة المتوسطة: عُمَر رود» التي صارت «المدرسة المتوسطة: الإخوة رود».
2- «المدرسة المتوسطة: محمد بوشاطال».
3- «المدرسة المتوسطة: محمد جودي وإخوته».

## المدارس الثانوية في الثنية
يوجد في مدينة الثنية ثانويتان (2) اثنتان:
1- «المدرسة الثانوية: الإخوة توزوت».
2- «المدرسة الثانوية: رحمون أحمد».

## مركز التكوين المهني والتمهين

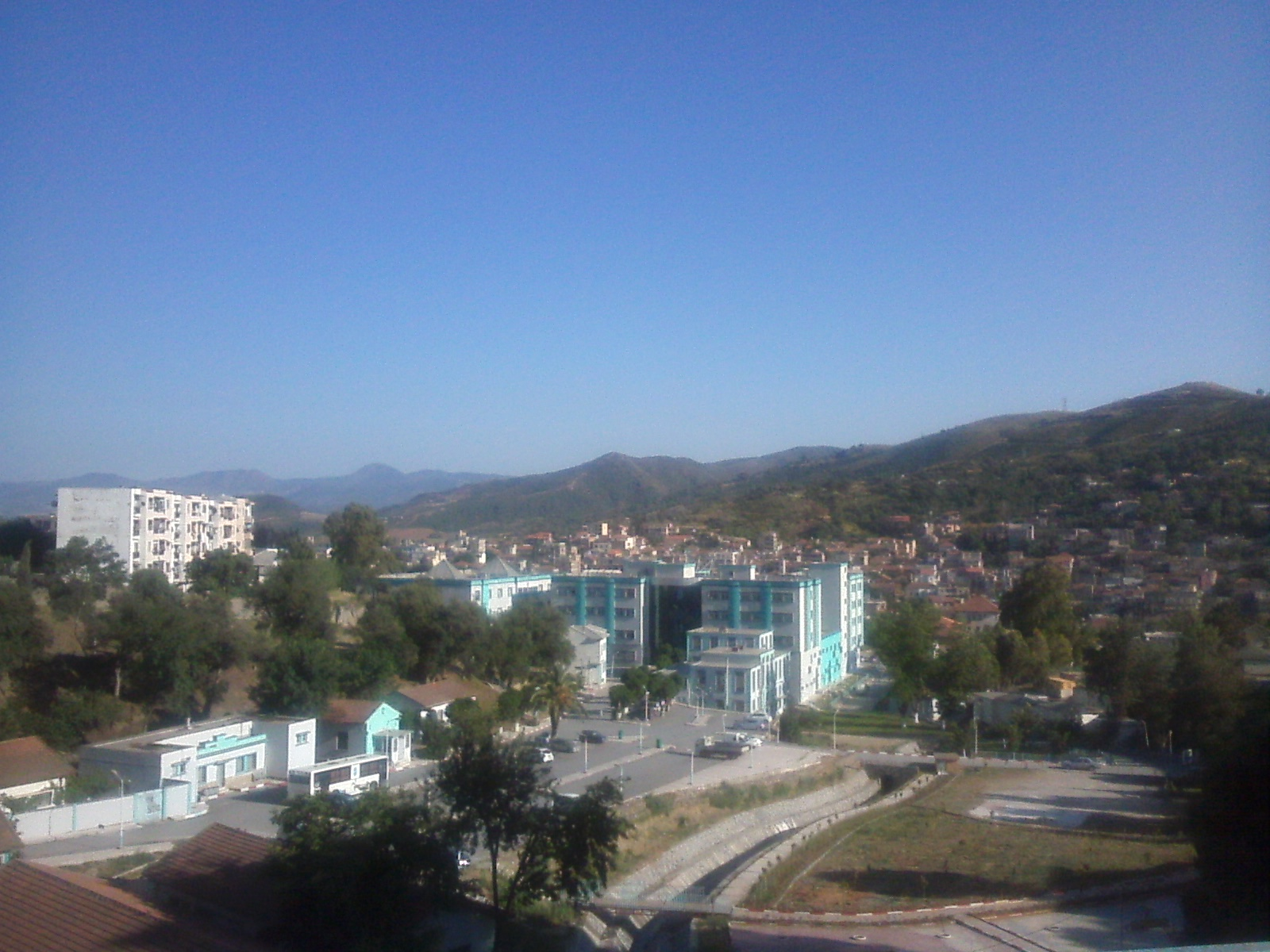
مستشفى تيزي نايث عيشة

يقع مركز التكوين المهني والتمهين في الثنية عند المدخل الغربي من المدينة المطل على الطريق السريع الوطني رقم 5.

## المستشفى
يقع مستشفى تيزي نايث عيشة [الفرنسية] في وسط مدينة الثنية.

## الوديان
يتضمن إقليم هذه البلدية العديد من الوديان منها:
- وادي يسر
- وادي عربية
- وادي مغلدن
- وادي بومرداس
- وادي بوردين
- وادي دوحوش
- وادي بوفرون

## الملاعب
يضم إقليم بلدية الثنية العديد من ملاعب كرة القدم، منها:
1. ملعب ثنية بني عائشة [الفرنسية] (الإحداثيات: 36°43′27″N 3°33′32″E / 36.7240904°N 3.5589108°E)

## سد ماهران في الثنية
يقع سد ماهران في جنوب حي تيزويغين على بعد حوالي 4 كيلومتر عن وسط مدينة الثنية.

## محطة القطار في الثنية

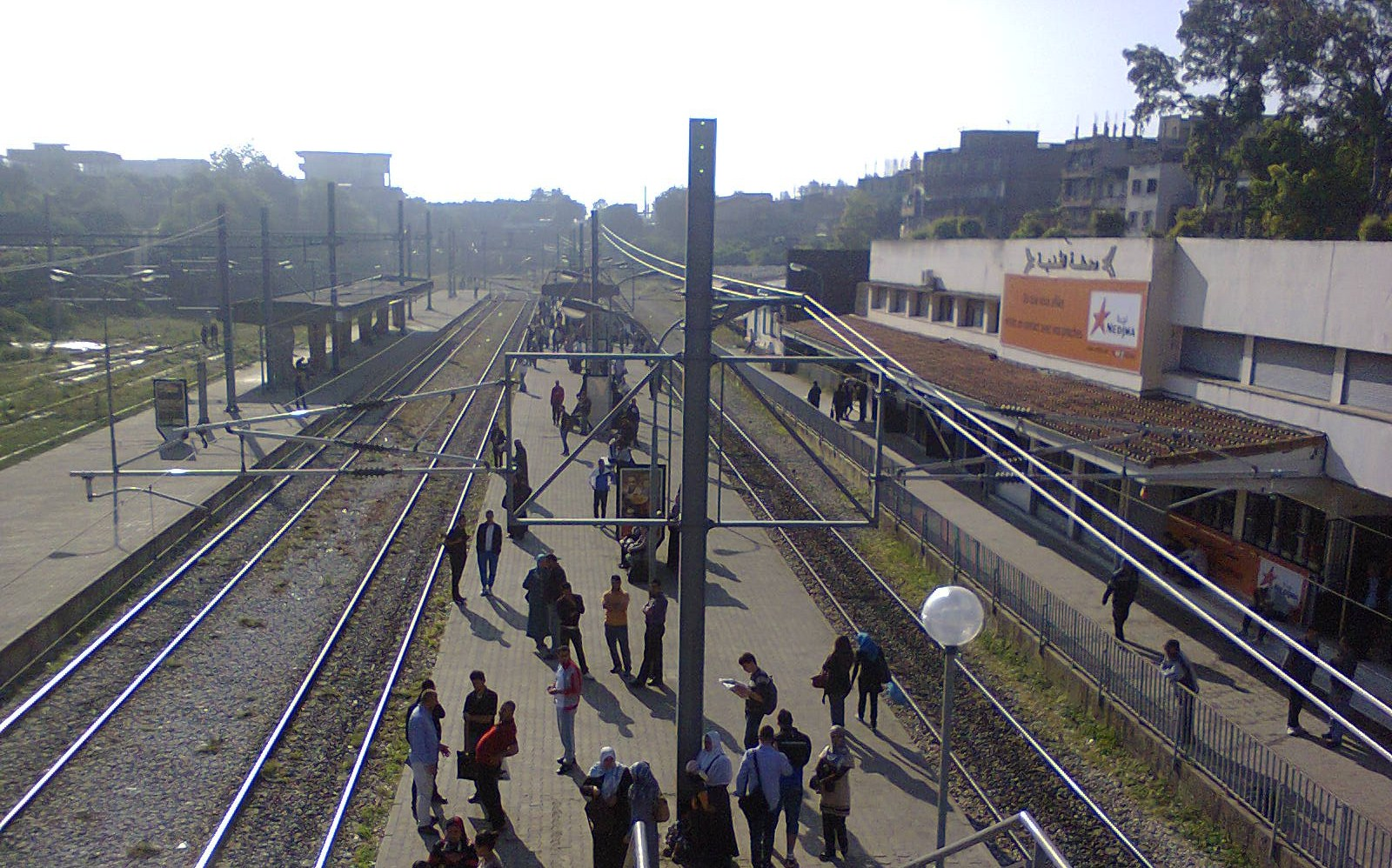
محطة قطار تيزي نايث عيشة

محطة قطار ثنية بني عائشة هي همزة الوصل الثلاثية بالسكك الحديدية بين الجزائر العاصمة وتيزي وزو والبويرة.

## المصانع في الثنية
توجد في الثنية عدة مصانع منها:
1- مصنع الزجاج والمرايا.
2- وحدة الكهرباء الريفية (كهريف).
3- معصرة زيت الزيتون.
4- مصنع البلاط والغرانيت.

## الشخصيات
- سيدي بوسحاقي
- علي بوسحاقي
- محمد الصغير بوسحاقي
- عبد الرحمان بوسحاقي
- محمد رحمون
- أحمد بورنان [الفرنسية]
- محمد بورنان
- سالم آنو [الفرنسية]
- محمد بويسري
- سالم موحمو
- محمد مشكاريني [الإنجليزية]
- يحي بوسحاقي
- إبراهيم بوسحاقي
- عبد النور بوسحاقي
- مصطفى إسحاق بوسحاقي
- طارق بوسحاقي
- أمين ابن البوسحاقي
- توفيق بوسحاقي
- محمد دريش
- إلياس دريش
- دحمان دريش (سياسي)
- رشيد دريش
- محمد دريش (أكاديمي)
- دحمان دريش
- محمد علالو
- نور الدين مليكشي
- محمد ميسوري
- حسين سلطاني

## مواضيع ذات صلة
- بلديات ولاية بومرداس
- دوائر ولاية بومرداس